# ستايسي ريختر
ستايسي ريختر (بالإنجليزية: Stacey Richter)‏ هي كاتِبة أمريكية، ولدت في 3 أبريل 1965 في مقاطعة برينس جورج في الولايات المتحدة.